# Острув (Опатовський повіт)
Острув (пол. Ostrów) — село в Польщі, у гміні Тарлув Опатовського повіту Свентокшиського воєводства.
Населення — 103 особи (2011).
У 1975-1998 роках село належало до Тарнобжезького воєводства.

## Демографія
Демографічна структура на день 31 березня 2011 року:
|          | Загалом | Допрацездатний вік | Працездатний вік | Постпрацездатний вік |
| -------- | ------- | ------------------ | ---------------- | -------------------- |
| Чоловіки | 49      | 10                 | 28               | 11                   |
| Жінки    | 54      | 9                  | 33               | 12                   |
| Разом    | 103     | 19                 | 61               | 23                   |